# Портер, Элисон
Э́лисон По́ртер (англ. Alisan Porter; род. 20 июня 1981) — американская актриса, певица, известная прежде всего своей ролью Сью в фильме «Кудряшка Сью». В 2016 году стала победительницей 10 сезона американской версии шоу Голос в составе команды Кристины Агилеры.

## Биография
Элисон Портер родилась 20 июня 1981 года в Вустере, Массачусетс, США в еврейской семье. В возрасте трёх лет снялась в рекламе в Нью-Йорке. Вскоре её пригласили в шоу «англ. Star Search». В 5 лет она стала самой младшей «Лучшей Юной вокалисткой» этой передачи.
Актриса переехала в Голливуд и в 1987 году снялась в мини-сериале «Я покорю Манхэттен», где сыграла роль маленькой Макси. В 1989 году снялась в фильме «Родители» в роли Тейлор. В 1991 году сыграла роль Сью в фильме «Кудряшка Сью». В 1994 году Элисон прервала свою актёрскую карьеру и переехала вместе с родителями в англ. Westport, Connecticut, Коннектикут, США. Там она играла в школьном театре, и решила, что хочет играть не в кино, а на сцене.
В 18 лет Элисон переехала в Нью-Йорк и через три месяца её взяли в спектакль «англ. Footloose (musical)» на роль Урлин. Через некоторое время она переехала в Лос-Анджелес, Калифорния, США.
В 2003 году была сформирована музыкальная группа «Raz» с Элисон Портер в качестве вокалистки и основного автора песен. «Raz» распалась в 2004 году. В марте 2005 года Портер объявила о создании своей новой группы «Alisan Porter Project». В 2006 году Элисон выступала в «англ. A Chorus Line» как Бебе Бенсонхеймер в англ. Gerald Schoenfeld Theatre в Нью-Йорке.
С декабря 2008 года Портер является содействующим обозревателем журнала «англ. Movmnt».
23 мая 2016 года стала победительницей 10-го сезона американской версии шоу «Голос», исполнив в финале композицию Somewhere из мюзикла «Вестсайдская история» и став таким образом первым победителем из команды Кристины Агилеры, которая готовила участников с первого сезона.

## Личная жизнь
В 2012—2018 годы Элисон была замужем за экспортёром фруктов и бывшим актёром мыльных опер Брайаном Отенритом, от которого у неё двое детей — сын Мейсон Блейз Отенрит (род. 07.07.2012) и дочь Ария Сейдж Отенрит (род. 08.05.2014).
C 2018 года встречается с танцором Джастином Де Вера. У пары есть один ребёнок — дочь Шайло Би Де Вера (род. 20.10.2021).
В сентябре 2014 года Элисон призналась в своём блоге, что долгое время страдала зависимостью от алкоголя и наркотиков, но сохраняет трезвость с 28 октября 2007 года, до 2011 года посещала собрания анонимных алкоголиков.

## Фильмография
| Год  |    | Русское название                        | Оригинальное название             | Роль                   |
| ---- | -- | --------------------------------------- | --------------------------------- | ---------------------- |
| 1987 | с  |                                         | Pee-wee's Playhouse               | Ли'л Панкин            |
| 1987 | с  | Я покорю Манхэттен                      | I'll Take Manhattan               | Маленькая Макси        |
| 1987 | с  | Семейные узы                            | Family Ties                       | Ребёнок                |
| 1988 | ф  |                                         | Homesick                          | Мегги                  |
| 1989 | ф  | Родители                                | Parenthood                        | Тейлор                 |
| 1989 | с  |                                         | Chicken Soup                      | Молли Пирс             |
| 1990 | ф  | Стелла                                  | Stella                            | Дженни (8 лет)         |
| 1990 | ф  | Я люблю тебя до смерти                  | I Love You To Death               | Карла Бока             |
| 1990 | с  |                                         | Perfect Strangers                 | Тесс Холланд           |
| 1990 | тф |                                         | When You Remember Me              | Келли                  |
| 1991 | с  | Золотые девочки                         | The Golden Girls                  | Мелисса                |
| 1991 | ф  | Кудряшка Сью                            | Curly Sue                         | Сью                    |
| 2001 | с  | ФАКультет                               | Undressed                         | Белинда                |
| 2003 | ф  |                                         | Shrink Rap                        | Бренди                 |
| 2006 | ф  | англ. The Ten Commandments: The Musical | The Ten Commandments: The Musical | Мириам                 |
| 2008 | ф  | Знакомьтесь: Дэйв                       | Meet Dave                         | Танцовщица кордебалета |
| 2011 | мс |                                         | Teen Titans                       | Starfire               |

## Дискография
- 2009 — Alisan Porter[10]

## Номинации и награды

### Номинации
- 1992 — Молодой актёр — Лучшая молодая актриса во второстепенной роли в сериале, за сериал «Золотые девочки».

### Награды
- 1993 — Молодой актёр — Лучшая молодая актриса в главной роли в кинофильме, за фильм «Кудряшка Сью».